# Cédric Pineau
Cédric Pineau, född 8 maj 1985, i Migennes, är en fransk tävlingscyklist som tävlar för UCI ProTeam FDJ-BigMat. Han är son till den tidigare cyklisten Franck Pineau, som är sportdirektör i FDJ-BigMat.

## Karriär
Efter att ha cyklat för amatörlaget UV Aube under säsongen 2006 fick Cédric Pineau chansen att prova på proffslivet i Agritubel, som stagiaire, under hösten. Pineau vann Troyes-Dijon under året.
Inför säsongen 2007 gick han över till proffsstallet Roubaix-Lille Métropole, ett nytt kontinentalstall. Han vann Troyes-Dijon under året. Han klev ytterligare ett stall mot toppen när han blev rekryterad till ProTour-stallet Ag2r-La Mondiale inför säsongen 2008. Han slutade fyra på Tour de la Somme, blev tia på GP d'Isbergues och slutade tvåa i Paris-Bourges bakom Bernhard Eisel. Han stannade med Ag2r-La Mondiale under 2009 och slutade återigen på tionde plats på GP d'Isbergues.
Efter de två åren med Ag2r-La Mondiale gick han tillbaka till Roubaix-Lille Métropole under ett år, där han hade ett framgångsrikt år med vinster i Paris-Troyes och en etappseger i Tour de Bretagne. Utöver det slutade han på prispallen i GP Fina - Fayt-le-Franc, Tour du Finistère, etapp 4 i Dunkirks fyradagars och etapp 5 i Tour du Poitou-Charentes et de la Vienne. Pineau slutade också på fjärde plats i Tour du Haut-Var, GP de Lillers, GP Cholet-Pays de Loire, Tour de Bretagne, Dunkirks fyradagars, Circuit de Lorraine, Tour de la Somme och Tour de Vendée.
När säsongen närmade sig sitt slut, blev Pineau kontrakterad av det franska stallet FDJ, där hans pappa arbetar som sportdirektör. Under sitt första år slutade han på flera topp 10-placeringar, bland annat nionde platsen i slutställningen på Tour du Haut-Var. Han slutade också på fjärde plats på den första etappen av Étoile de Bessèges.